# Ашен (Нијевр)
Ашен (фр. Achun) насеље је и општина у источном делу централне Француске у региону Бургундија-Франш-Конте, у департману Нијевр која припада префектури Шато Шенон (град).
По подацима из 2011. године у општини је живело 141 становника, а густина насељености је износила 5,75 становника/km². Општина се простире на површини од 24,51 km². Налази се на средњој надморској висини од 267 метара (максималној 317 m, а минималној 243 m).

## Демографија
| 1962. | 1968. | 1975. | 1982. | 1990. | 1999. | 2011. |
| ----- | ----- | ----- | ----- | ----- | ----- | ----- |
| 278   | 279   | 201   | 177   | 174   | 170   | 141   |

График промене броја становника у току последњих година